# 井上空
井上空（日语：／ Inoue Sora，1972年4月19日—），日本漫畫家、插畫家。出身於和歌山縣。

## 作品列表

### 漫畫

#### 單行本
- JAM!!（1994年，青心社（日语：青心社）《Comic Gaia》發表）
- （1997年，新聲社（日语：新声社）《Comic GAMEST（日语：コミックゲーメスト）》發表）
- SAMURAI GIRL 武俠派女高中生[1]（1999年，角川書店，全6冊。富士見書房《Comic Dragon（日语：月刊コミックドラゴン）》發表）
- 井上空DX（2002年，角川書店）
- 零式戰鬥（日语：ゼロイン）（2004年，角川書店，全12冊。富士見書房《Dragon Age》發表）
- 零式戰鬥ZERO 井上空短篇集（2005年，角川書店）
  - ZERO IN:PROTO（2000年，富士見書房《Comic Dragon增刊 井上空special》發表）
  - 我討厭你!!（1998年，富士見書房《DRAGON MAGAZINE（日语：ドラゴンマガジン）》發表）
  - 在風中擁抱我…（1996年，新聲社（日语：新声社）《COMIC GAMEST（日语：ゲーメスト）》發表）
  - （2002年，角川書店《Ace Next（日语：月刊エースネクスト）》發表）
  - （2004年，白泉社《Young Animal增刊Island（日语：ヤングアニマルあいらんど）》發表）
- （2007年，角川書店。現無再版）
- 足球美眉小舞（日语：マイぼーる!）（2012年—2017年，白泉社〈JETS COMICS〉，全16冊。《Young Animal》→2017年—2018年、《Young Animal嵐（日语：ヤングアニマル嵐）》→2018年—2019年、《Manga Park（日语：マンガPark）》發表）
- （原作：鷹野流浪，白泉社〈Young Animal Comics〉，已出版1冊。《Young Animal》2021年No.16、17合併號[2]—2022年No.4發表（集中連載[2]））
- （白泉社〈Young Animal Comics〉，全3冊。《Manga Park》、《Young Animal Web》2023年1月31日—2024年1月30日發表）
- （KADOKAWA〈Dragon Comics Age〉，已出版1冊。《Dragon Age》2024年11月號—）

#### 單行本未收錄
- （1993年，新聲社（日语：新声社）《COMIS GAMEST（日语：ゲーメスト）》發表）
- 大活劇!風のまにまに妖撃団 きさらご用心!!（1996年，新聲社《COMIS GAMEST》發表）

### 插畫
- SAMURAI GIRL 武俠派女高中生（著：雜賀禮史，1997年，〈富士見Fantasia文庫〉）

### 畫冊
- 《井上空畫集 武俠派女高中生 REAL BLUE》（2003年，角川書店／富士見書房）

## 外部連結
- 井上空的X（前Twitter） （日語）